# Lloyd Ruby
Richard Lloyd Ruby (Wichita Falls, 12 gennaio 1928 – Wichita Falls, 23 marzo 2009) è stato un pilota automobilistico statunitense.
Corse la 500 Miglia di Indianapolis 18 volte tra il 1960 ed il 1977, raggiungendo come miglior risultato il terzo posto nell'edizione 1964.
Ha vinto la 2000 Km di Daytona 1965 (insieme a Ken Miles su una Ford GT40), la 24 Ore di Daytona 1966 (sempre con Ken Miles su Ford GT40 Mk II), la 12 Ore di Sebring 1966 (insieme a Ken Miles su Ford GT40 X1). 
Muore di cancro nel 2009 e viene sepolto nel cimitero Riverside a Wichita Falls, Texas.
Tra il 1950 e il 1960 la 500 Miglia di Indianapolis faceva parte del Campionato mondiale di Formula 1, per questo motivo Ruby ha una prima presenza nella massima serie motoristica, a cui si aggiunse quella del Gran Premio degli Stati Uniti 1961 con una Lotus privata. In nessuna delle due occasioni riuscì però ad ottenere punti validi per la classifica iridata.

## Risultati in Formula 1
| 1960 | Scuderia       | Vettura |  |  |   |  |  |  |  |  |  |  |  | Punti | Pos. |
| ---- | -------------- | ------- |  |  | - |  |  |  |  |  |  |  |  | ----- | ---- |
| 1960 | J.C. Agajanian | Watson  |  |  | 7 |  |  |  |  |  |  |  |  | 0     |      |

| 1961 | Scuderia         | Vettura  |  |  |  |  |  |  |  |     |  |  |  | Punti | Pos. |
| ---- | ---------------- | -------- |  |  |  |  |  |  |  | --- |  |  |  | ----- | ---- |
| 1961 | J Frank Harrison | Lotus 18 |  |  |  |  |  |  |  | Rit |  |  |  | 0     |      |

| Legenda | 1º posto     | 2º posto | 3º posto    | A punti         | Senza punti/Non class.  | Grassetto – Pole position Corsivo – Giro più veloce |
| Legenda | Squalificato | Ritirato | Non partito | Non qualificato | Solo prove/Terzo pilota | Grassetto – Pole position Corsivo – Giro più veloce |